# Theodore Roethke
Theodore Huebner Roethke (Saginaw, 25 de mayo de 1908-Bainbridge Island, 1 de agosto de 1963) fue un poeta estadounidense en lengua inglesa, autor de poemarios caracterizados por el uso del ritmo y una imaginería natural. Obtuvo el Premio Pulitzer de Poesía por su libro The Waking, así como el National Book Award en dos ocasiones, una de ellas póstuma.

## Biografía
Roethke nació en Saginaw, Míchigan, Estados Unidos. Su padre, Otto Roethke, un inmigrante alemán, era propietario de una finca rural junto a su hermano Theodore. La mayor parte de la infancia de Theodore transcurrió en esta casa de campo, como se observa en el uso de imágenes naturales de su poesía. Los años de adolescencia del poeta también trascurrieron aquí, hasta que fueron bruscamente interrumpidos por el suicidio de su tío y la muerte de su padre por cáncer, ambas muertes a comienzos de 1923, cuando Theodore sólo tenía quince años. Estas muertes marcaron la psique del poeta y su vida creativa.
Roethke tomó clases en la Universidad de Míchigan y por poco tiempo estudió en la Escuela de Abogacía antes de ingresar en la Universidad Harvard, donde se formó con el poeta Robert Hillyer. Fue entonces obligado a abandonar los estudios de licenciatura por razones económicas y se dedicó a la enseñanza del inglés. Fue docente en algunas universidades, entre las que se encuentran Lafayette College, la Universidad del Estado de Pensilvania y el Bennington College
En 1940, fue expulsado de su puesto en Lafayette y regresó a Míchigan. Antes de su retorno, mantuvo una relación con la reconocida poeta y crítica Louise Bogan, que más tarde se convertiría en una de sus más fuertes opositoras.
Mientras impartía clases en la Universidad de Míchigan en East Lansing, comenzó a manifestar síntomas de depresión maníaca, que él utilizó en sus períodos creativos para su poesía. La última vez que impartió clases fue en la Universidad de Washington, convirtiéndose en un destacado miembro de la asociación de poetas de la American Northwest.
En 1953, Roethke se casó con Beatrice O'Connell, una estudiante. Roethke no la había puesto al corriente de sus episodios reincidentes de depresión. Ella se dedicó por completo a Roethke y a su obra. Fue la responsable de la publicación póstuma del volumen final de su poesía, The Far Field.
Theodore Roethke sufrió un ataque al corazón mientras nadaba en la piscina de un amigo en 1963 en Bainbridge Island, Washington cuando tenía 55 años. La piscina fue sellada y ahora es un jardín japonés que está abierto al público en Bloedel Reserve. No hay ningún signo exterior que muestre que fue el lugar de fallecimiento de Roethke.
De todas formas, hay una señal que conmemora el emplazamiento funerario del cuerpo de Roethke en Saginaw, Míchigan. La nota de acompañamiento al monumento funerario dice en parte:
- Theodore Roethke (1908 - 1963) escribió sobre su poesía: El invernadero es "el símbolo de toda mi vida, el útero, un cielo en la tierra." Roethke lograba su inspiración para su trabajo recordando su trabajo como niño en una empresa familiar especializada en flores: la compañía Saginaw. Su carrera literaria comenzó en 1941 con Open House, y a partir de ese momento el poeta y profesor publicó de manera intensiva recibiendo un premio Pulitzer de poesía y dos National Book Award, entre otros honores. En 1959 Yale University le concedió el prestigioso Bollingen Prize. Roethke impartió clases en Michigan State College, (Michigan State University hoy en día) y en universidades de Pennsylvania y Vermont, antes de entrar a formar parte del claustro de la University of Washington at Seattle en 1947. Roethke murió en Washington en 1963. Sus restos yacen en el cementerio de Saginaw's Oakwood.[3]

## Repuesta crítica
Stanley Kunitz, dos veces Poeta Laureado de EE. UU., dijo que Roethke fue "el poeta de mi generación que más significó para mí, en su persona y su arte".
En una entrevista publicada en el número de Primavera de 1976 del Paris Review (no. 65), James Dickey defendió su elección de Roethke como el mejor entre todos los poetas estadounidenses. Dickey declaró: "No creo que nadie más tenga esa especie de vitalidad visceral y profunda. Whitman fue un gran poeta, pero no es competencia para Roethke".
En su libro El canon occidental (1994), el crítico literario Harold Bloom cita dos libros de Roethke, Collected Poems y Straw for The Fire, en su lista de libros y autores esenciales. Bloom también nombra a Roethke junto con Elizabeth Bishop y Robert Penn Warren como los más destacados entre la generación de medio siglo de la poesía estadounidense.

El artículo sobre Roethke en The Poetry Foundation documenta la respuesta crítica temprana a la obra de Roethke, así como la respuesta de este:
W. H. Auden llamó a Open House [el primer libro de Roethke]  "un completo éxito". En otra reseña del libro, Elizabeth Drew señaló que "sus poemas tienen una gracia de movimiento controlada, y sus imágenes poseen absoluta precisión; todo al expresar una suerte de sabiduría gnómica que le es particular y que logra obtener una austeridad de contemplación y un rigor medido y sobrio en el lenguaje, muy inusual en los poetas actuales". Roethke conservó las reseñas de Auden y Drew, entre otras reacciones favorables a su trabajo. Aunque siempre se mantuvo sensible a la forma en que otros poetas y personalidades que respetaba veían su poesía, también permaneció incólume en hacer de sus instintos introspectivos la fuente de su creatividad. Los críticos pronto entendieron que el yo era la preocupación fundamental en los poemas de Roethke.
The Lost Son, el libro que le valió la fama a Roethke, también fue bien recibido. Por ejemplo, Michael Harrington sintió que Roethke "halló en The Lost Son su voz y temas centrales", y Stanley Kunitz vio una "confirmación de que Roethke está en completo control de su arte y su visión". En Against Oblivion, una evaluación de cuarenta y cinco poetas del siglo XX, el crítico Ian Hamilton también laudó este libro, al escribir: "Su segundo libro, The Lost Son, contiene varios poemas del invernadero, los cuales se cuentan entre los mejores de su carrera; convincentes, exactos, ricos en detalle vegetal".

## Obra

### Obra en inglés
- Open House (1941)
- The Lost Son and Other Poems (1948)
- Praise to the End! (1951)
- The Waking (1953)
- Words for the Wind (1958)
- I am! Says the Lamb (1961)
- Party at the Zoo (1963) — libro infantil
- The Far Field (1964) — publicado después de su muerte
- On Poetry & Craft (1965) - prosa
- The Collected Poems of Theodore Roethke (1966) - incluye 16 poemas inéditos pero no incluye Party at the Zoo

### Traducciones al español
- Poemas . Traductor: Alberto Girri. Agencia Española de la Propiedad Intelectual.1992
- Poemas . Huerga y Fierro editores. 2000.
- ¡Alabad hasta el fin! Traductor: Jorge Ayala Blanco. UAM. México, 1998. ISBN 968 840219-2
- Meditaciones y otros poemas. Selección, traducción y prólogo: Luis Javier Moreno. Gijón: Trea, 2012.[6]

## Filmografía
- I Remember Theodore Roethke (2005).  Producido y editado por Jean Walkinshaw.